# 川本整
川本 整（かわもと おさむ、1935年4月27日 - ）は、日本の土木・地球物理学者。大阪工業大学名誉教授。理学博士（京都大学）。日本地すべり学会元関西支部代表・運営委員。瑞宝中綬章受章。
専門は地球物理学・土木地質学、地学/地すべり学。

## 来歴
1958年に京都大学理学部地球物理学科卒業（日本地すべり学会を創設した佐々憲三の研究室）。
1960年大阪工業大学工学部土木工学科講師就任。助教授、一般教育科教授などを経て、1989年に同大学図書館長に就任した。この間、1971年に京都大学より論文「A study on diurnal variations of the ground strain observed in landslide zones（地すべり地における地表面ひずみの日変化に関する研究）」で理学博士の学位を取得。大阪工業大学工学部では40年以上教鞭を執り、土木工学科開設後の初期の地すべり学（のちの地盤工学）の研究推進・育成に貢献。
2001年に大阪工業大学退職、同大学名誉教授の称号が授与される。2013年秋の叙勲で、瑞宝中綬章受章。
主な所属学会は、物理探査学会、日本地すべり学会、日本地質学会、地盤工学会など。

## 主な研究
- 日本の地すべりの分布についての一考察
- 兵庫県村岡町の地すべり地における土地ひずみの観測
- 高知県長岡郡の西川地すべり地における弾性波探査
- 徳島県美馬郡の一宇地すべり地における弾性波探査
- 新潟県栃尾市の矢津地すべり地区における弾性波探査　- 国立防災科学技術センタ（現：防災科学技術研究所）・工業技術院地質調査所との共同研究
- 西日本地方における地盤・地震動災害の総合的研究[8]